# Lizier von Couserans

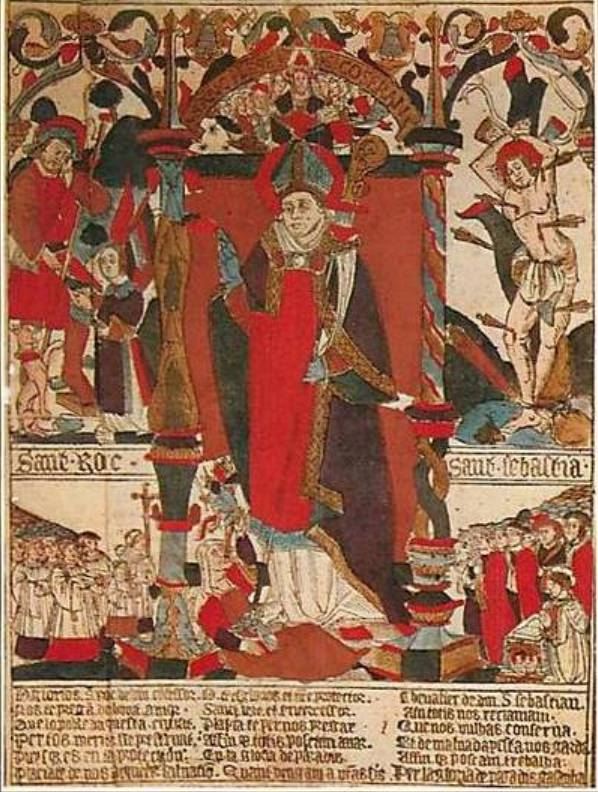
Licerius von Couserans (Mitte) mit dem hl. Rochus und dem hl. Sebastian

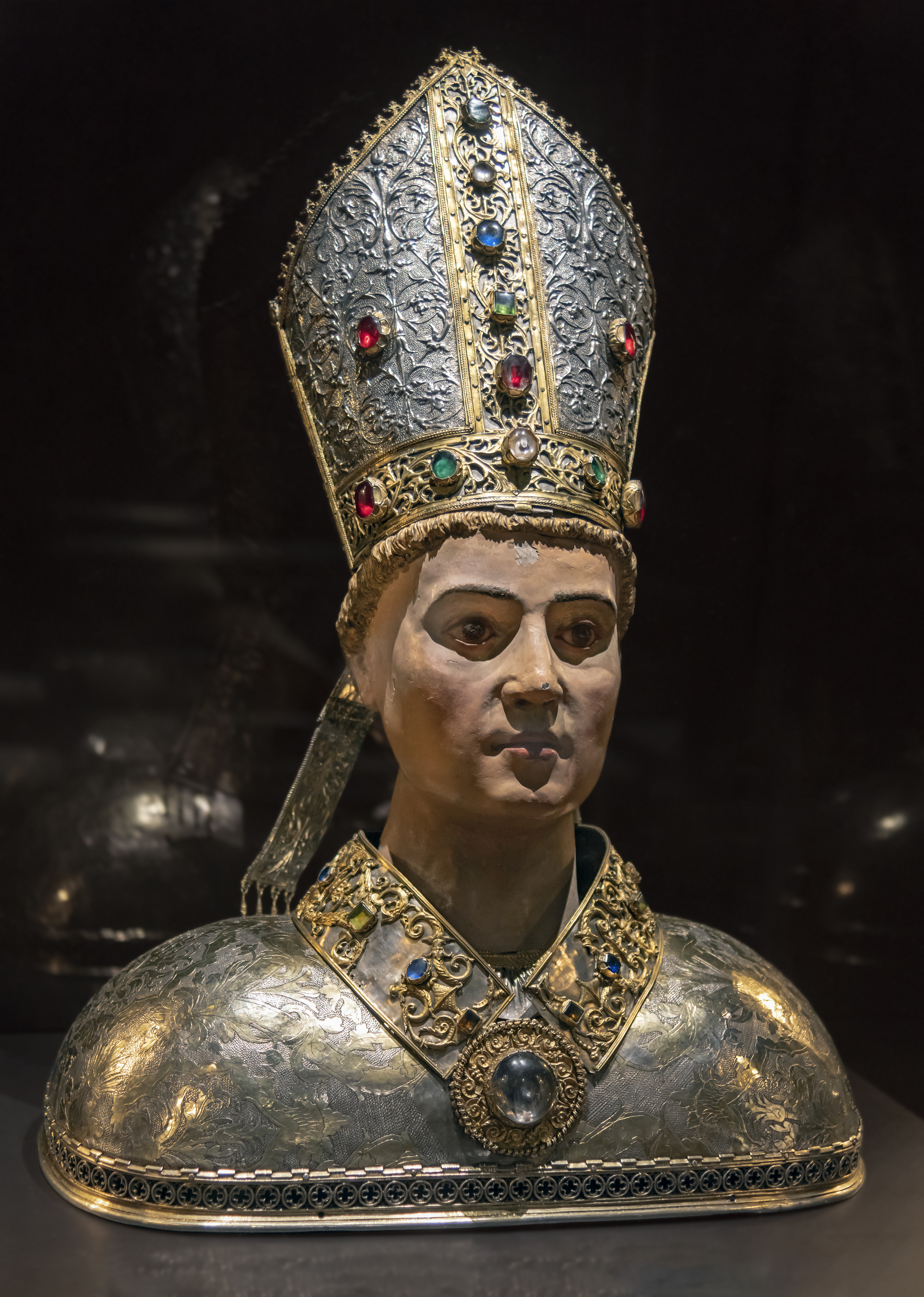
Bischof Lizier von Couserans, Reliquienbüste (1518)

Lizier von Couserans (lateinisch Glycerius oder Licerius, andere romanische Namensformen sind Lézer, Líser, Licerio, Lliceri; * im 5. Jahrhundert auf der Iberischen Halbinsel; † 548 ?) war Bischof von Couserans. Er wird als Heiliger verehrt; sein Gedenktag ist der 27. August.

## Person
Die Liste der Bischöfe von Couserans in der Enzyklopädie Gallia Christiana nennt an zweiter Stelle Glycerius, an sechster Stelle Licerius. Der Kirchenhistoriker Louis Duchesne vermutet in beiden dieselbe Person.

## Vita
Licerius stammte aus gutem Hause und erhielt eine standesgemäße Ausbildung. Bereits in jungen Jahren verließ er sein Elternhaus und ging nach Tarbes zu Bischof Faustus und nach dessen Tod nach Rodez zu Bischof Quintianus, der ihn zum Priester und um das Jahr 505 zum Bischof von Couserans, dem Landstrich um das heute nach ihm benannten Kleinstadt Saint-Lizier, weihte. Ein gewisser Glycerius ist bezeugt als Teilnehmer der Synode von Agde (506). Er gilt als Schüler des heiligen Faustus von Riez. St. Liziers Gebet soll seine Bischofsstadt vor einer Invasion durch die Westgoten bewahrt haben.

## Verehrung
Licerius ist der Schutzpatron der Stadt und der Kathedrale Saint-Lizier, in der auch sein Grab verehrt wird. Mehrere Orte in Südfrankreich und Katalonien tragen seinen Namen.

## Darstellung
Mittelalterliche Darstellungen des Heiligen sind unbekannt; die wenigen neuzeitlichen Bildnisse zeigen ihn als Bischof.